# Confederación Hidrográfica del Guadiana
La Confederación Hidrográfica del Guadiana es el organismo dependiente del Ministerio para la Transición Ecológica y el Reto Demográfico que regula las acciones cometidas en las redes hidrológicas de una demarcación en la que el Guadiana es el río principal. Los espacios que administra esta confederación son la cuenca del Guadiana, así como otros ríos más pequeños de las comunidades autónomas de Andalucía, Castilla-La Mancha y Extremadura.
La sede nacional se encuentra  en la ciudad de Badajoz.
La cuenca tiene en total 55.527 kilómetros cuadrados y abastece a parte de la población de las provincias de Badajoz, Ciudad Real, Huelva, Córdoba, Albacete, Toledo y Cáceres. Además la cuenca es compartida con Portugal que administra la parte de su territorio. Existe un acuerdo internacional por el cual la gestión de uno de los países no perjudique al otro, el conocido como Convenio de Albufeira firmado en 1998 y en vigor desde el 17 de enero de 2000.